# 2005 FIFAワールドユース選手権
2005 FIFAワールドユース選手権は、2005年6月10日から7月2日にかけてオランダ国で開催された20歳以下の世界選手権である。大会はドゥーティンヘム、エメン、エンスヘデ、ケルクラーデ、ティルブルフ、ユトレヒトの6都市で52試合が行われアルゼンチンが2大会ぶり5度目の優勝を果たした。

## 出場国
| - アジア AFC - 韓国 (2大会連続8回目) - シリア (5大会振り4回目) - 中国 (2大会振り5回目) - 日本 (6大会連続7回目) - アフリカ CAF - エジプト (3大会連続5回目) - ナイジェリア (3大会振り6回目) - ベナン (初出場) - モロッコ (4大会振り3回目) - オセアニア OFC - オーストラリア (8大会連続12回目) - 北・中米・カリブ海 CONCACAF - アメリカ合衆国 (5大会連続10回目) - カナダ (3大会連続6回目) - パナマ (2大会連続2回目) - ホンジュラス (3大会振り3回目) | - 南米 CONMEBOL - アルゼンチン (7大会連続11回目) - コロンビア (2大会連続5回目) - チリ (2大会振り4回目) - ブラジル (13大会連続14回目) - ヨーロッパ UEFA - イタリア (9大会振り4回目) - ウクライナ (2大会振り2回目) - オランダ (2大会振り4回目) 開催国 - スイス (初出場) - スペイン (2大会連続11回目) - ドイツ (4大会連続9回目) - トルコ (初出場) |

## 開催地
| 都市             | スタジアム名                             | クラブ               | 収容人員 |
| ---------------- | ---------------------------------------- | -------------------- | -------- |
| ドゥーティンヘム | デ・ファイフェルベルフ                   | デ・フラーフスハップ | 11,000人 |
| エメン           | ウニヴェ・スタディオン                   | FCエメン             | 8,600人  |
| エンスヘデ       | アルケ・スタディオン                     | FCトゥウェンテ       | 13,500人 |
| ケルクラーデ     | パルクスタット・リンブルフ・スタディオン | ローダJC             | 19,500人 |
| ティルブルフ     | ヴィレムIIスタディオン                   | ヴィレムII           | 14,800人 |
| ユトレヒト       | スタディオン・ハルヘンワールト           | FCユトレヒト         | 24,900人 |

## グループリーグ
各グループリーグの1、2位は決勝トーナメントに自動的に進出。各グループリーグ3位から成績上位4位までも決勝トーナメントに進出する（24チーム中16チームが決勝トーナメントに進出できる）。

### グループA
| チーム         | 勝 点 | 試 合 | 勝 利 | 引 分 | 敗 戦 | 得 点 | 失 点 | 点 差 |
| -------------- | ----- | ----- | ----- | ----- | ----- | ----- | ----- | ----- |
| オランダ       | 9     | 3     | 3     | 0     | 0     | 6     | 1     | +5    |
| 日本           | 2     | 3     | 0     | 2     | 1     | 3     | 4     | -1    |
| ベナン         | 2     | 3     | 0     | 2     | 1     | 2     | 3     | -1    |
| オーストラリア | 2     | 3     | 0     | 2     | 1     | 2     | 5     | -3    |

| 2005年6月10日 16:00 |

| ベナン            | 1 – 1    | オーストラリア |
| オモトヨッシ 32分 | (Report) | ワード 59分    |

| パルクスタット・リンブルフ・スタディオン（ケルクラーデ） 観客数: 4,500 主審: ルイス・メディナ・カンタレホ |

| 2005年6月10日 20:00 |

| オランダ                     | 2 – 1    | 日本          |
| アフェライ 7分 · バベル 18分 | (Report) | 平山相太 68分 |

| パルクスタット・リンブルフ・スタディオン（ケルクラーデ） 観客数: 19,500 主審: オスカル・ルイス |

| 2005年6月15日 17:30 |

| 日本          | 1 – 1    | ベナン      |
| 水野晃樹 65分 | (Report) | マイガ 37分 |

| パルクスタット・リンブルフ・スタディオン（ケルクラーデ） 観客数: 12,500 主審: クラウス・ボー・ラーセン |

| 2005年6月15日 20:30 |

| オーストラリア | 0 – 3    | オランダ                                            |
|                | (Report) | マドゥロ 20分 · エマヌエルソン 46分 · クライス 74分 |

| パルクスタット・リンブルフ・スタディオン（ケルクラーデ） 観客数: 19,500 主審: 權鐘哲 |

| 2005年6月18日 16:00 |

| 日本          | 1 – 1    | オーストラリア    |
| 前田俊介 87分 | (Report) | タウンゼント 75分 |

| パルクスタット・リンブルフ・スタディオン（ケルクラーデ） 観客数: 2,000 主審: テリエ・ハウゲ |

| 2005年6月18日 16:00 |

| オランダ      | 1 – 0    | ベナン |
| マドゥロ 47分 | (Report) |        |

| ヴィレムIIスタディオン（ティルブルフ） 観客数: 13,700 主審: ハリル・アル・ガムディ |

### グループB
| チーム     | 勝 点 | 試 合 | 勝 利 | 引 分 | 敗 戦 | 得 点 | 失 点 | 点 差 |
| ---------- | ----- | ----- | ----- | ----- | ----- | ----- | ----- | ----- |
| 中国       | 9     | 3     | 3     | 0     | 0     | 9     | 4     | +5    |
| ウクライナ | 4     | 3     | 1     | 1     | 1     | 7     | 6     | +1    |
| トルコ     | 4     | 3     | 1     | 1     | 1     | 4     | 4     | 0     |
| パナマ     | 0     | 3     | 0     | 0     | 3     | 2     | 8     | -6    |

| 2005年6月11日 17:30 |

| トルコ          | 1 – 2    | 中国                        |
| ギョクハン 84分 | (Report) | 譚望嵩 22分 · 趙旭日 90+5分 |

| スタディオン・ハルヘンワールト（ユトレヒト） 観客数: 10,000 主審: エリック・ブラームハール |

| 2005年6月11日 20:30 |

| ウクライナ                                     | 3 – 1    | パナマ                   |
| アリエフ 20分 (pen.), 22分 · フェスチュク 32分 | (Report) | アルジャノフ 26分 (o.g.) |

| スタディオン・ハルヘンワールト（ユトレヒト） 観客数: 2,500 主審: ハリル・アル・ガムディ |

| 2005年6月14日 17:30 |

| 中国                                     | 3 – 2    | ウクライナ                             |
| 朱挺 31分 · 陳濤 66分 (pen.) · 崔鵬 75分 | (Report) | ヴォロベイ 19分 · アリエフ 70分 (pen.) |

| スタディオン・ハルヘンワールト（ユトレヒト） 観客数: 2,300 主審: ロドルフォ・シベリアン |

| 2005年6月15日 20:30 |

| パナマ | 0 – 1    | トルコ          |
|        | (Report) | ギョクハン 24分 |

| スタディオン・ハルヘンワールト（ユトレヒト） 観客数: 6,100 主審: ホルヘ・ラリオンダ |

| 2005年6月17日 20:30 |

| トルコ                    | 2 – 2    | ウクライナ         |
| シェゼル 8分 (pen.), 53分 | (Report) | アリエフ 5分, 19分 |

| デ・ファイフェルベルフ（ドゥーティンヘム） 観客数: 9,500 主審: ルイス・メディナ・カンタレホ |

| 2005年6月17日 20:30 |

| 中国                                             | 4 – 1    | パナマ        |
| 周海浜 6分 · 郜林 40分 · 蒿俊閔 51分 · 盧琳 78分 | (Report) | ベネガス 37分 |

| スタディオン・ハルヘンワールト（ユトレヒト） 観客数: 4,000 主審: エッサム・アブド・エル・ファター |

### グループC
| チーム       | 勝 点 | 試 合 | 勝 利 | 引 分 | 敗 戦 | 得 点 | 失 点 | 点 差 |
| ------------ | ----- | ----- | ----- | ----- | ----- | ----- | ----- | ----- |
| スペイン     | 9     | 3     | 3     | 0     | 0     | 13    | 1     | +12   |
| モロッコ     | 6     | 3     | 2     | 0     | 1     | 7     | 3     | +4    |
| チリ         | 3     | 3     | 1     | 0     | 2     | 7     | 8     | -1    |
| ホンジュラス | 0     | 3     | 0     | 0     | 3     | 0     | 15    | -15   |

| 2005年6月11日 17:30 |

| スペイン                                                | 3 – 1    | モロッコ                 |
| ジョレンテ 28分 · モリネーロ 51分 · ダビド・シルバ 71分 | (Report) | ドゥルヤザル 84分 (pen.) |

| デ・ファイフェルベルフ（ドゥーティンヘム） 観客数: 9,863 主審: ホルヘ・ラリオンダ |

| 2005年6月11日 20:30 |

| ホンジュラス | 0 – 7    | チリ                                                                                          |
|              | (Report) | パラダ 11分, 71分 · フエンサリダ 30分, 53分 · フェルナンデス 67分 · ハラ 69分 · モラレス 77分 |

| デ・ファイフェルベルフ（ドゥーティンヘム） 観客数: 6,800 主審: マッシモ・ブサッカ |

| 2005年6月14日 17:30 |

| モロッコ                                                              | 5 – 0    | ホンジュラス |
| ヤジュール 31分, 43分 · ベンダム 55分 · ベンジェルン 81分 · シヒ 90分 | (Report) |              |

| デ・ファイフェルベルフ（ドゥーティンヘム） 観客数: 5,985 主審: ハリル・アル・ガムディ |

| 2005年6月15日 20:30 |

| チリ | 0 – 7    | スペイン                                                                     |
|      | (Report) | ジョレンテ 8分, 62分, 78分, 81分 · ロブステ 51分 · ダビド・シルバ 71分, 85分 |

| デ・ファイフェルベルフ（ドゥーティンヘム） 観客数: 6,600 主審: ベニート・アルチュンディア |

| 2005年6月17日 20:30 |

| スペイン                                             | 3 – 0    | ホンジュラス |
| ソリアーノ 5分 · ダビド・シルバ 38分 · ビクトル 67分 | (Report) |              |

| デ・ファイフェルベルフ（ドゥーティンヘム） 観客数: 3,000 主審: コフィ・コジア |

| 2005年6月17日 20:30 |

| モロッコ      | 1 – 0    | チリ |
| ベンダム 47分 | (Report) |      |

| スタディオン・ハルヘンワールト（ユトレヒト） 観客数: 11,000 主審: マーク・シールド |

### グループD
| チーム         | 勝 点 | 試 合 | 勝 利 | 引 分 | 敗 戦 | 得 点 | 失 点 | 点 差 |
| -------------- | ----- | ----- | ----- | ----- | ----- | ----- | ----- | ----- |
| アメリカ合衆国 | 7     | 3     | 2     | 1     | 0     | 2     | 0     | +2    |
| アルゼンチン   | 6     | 3     | 2     | 0     | 1     | 3     | 1     | +2    |
| ドイツ         | 4     | 3     | 1     | 1     | 1     | 2     | 1     | +1    |
| エジプト       | 0     | 3     | 0     | 0     | 3     | 0     | 5     | -5    |

| 2005年6月11日 17:30 |

| アルゼンチン | 0 – 1    | アメリカ合衆国 |
|              | (Report) | バレット 39分  |

| アルケ・スタディオン（エンスヘデ） 観客数: 10,500 主審: テリエ・ハウゲ |

| 2005年6月11日 20:30 |

| ドイツ                          | 2 – 0    | エジプト |
| アドラー 75分 · マティプ 90+3分 | (Report) |          |

| アルケ・スタディオン（エンスヘデ） 観客数: 10,500 主審: ロドルフォ・シベリアン |

| 2005年6月14日 17:30 |

| エジプト | 0 – 2    | アルゼンチン                  |
|          | (Report) | メッシ 47分 · サバレタ 90+1分 |

| アルケ・スタディオン（エンスヘデ） 観客数: 8,500 主審: マッシモ・ブサッカ |

| 2005年6月15日 20:30 |

| アメリカ合衆国 | 0 – 0    | ドイツ |
|                | (Report) |        |

| アルケ・スタディオン（エンスヘデ） 観客数: 10,350 主審: オスカル・ルイス |

| 2005年6月18日 13:30 |

| アルゼンチン  | 1 – 0    | ドイツ |
| カルドソ 43分 | (Report) |        |

| ウニヴェ・スタディオン（エメン） 観客数: 8,600 主審: ベニート・アルチュンディア |

| 2005年6月18日 13:30 |

| アメリカ合衆国    | 1 – 0    | エジプト |
| ピーターソン 56分 | (Report) |          |

| アルケ・スタディオン（エンスヘデ） 観客数: 7,600 主審: 權鐘哲 |

### グループE
| チーム     | 勝 点 | 試 合 | 勝 利 | 引 分 | 敗 戦 | 得 点 | 失 点 | 点 差 |
| ---------- | ----- | ----- | ----- | ----- | ----- | ----- | ----- | ----- |
| コロンビア | 9     | 3     | 3     | 0     | 0     | 6     | 0     | +6    |
| シリア     | 4     | 3     | 1     | 1     | 1     | 3     | 4     | -1    |
| イタリア   | 3     | 3     | 1     | 0     | 2     | 5     | 5     | 0     |
| カナダ     | 1     | 3     | 0     | 1     | 2     | 2     | 7     | -5    |

| 2005年6月12日 17:30 |

| コロンビア                      | 2 – 0    | イタリア |
| レンテリア 76分 · グアリン 93分 | (Report) |          |

| ヴィレムIIスタディオン（ティルブルフ） 観客数: 7,000 主審: マーク・シールド |

| 2005年6月12日 20:30 |

| シリア         | 1 – 1    | カナダ          |
| アル・ハジ 2分 | (Report) | ピーターズ 31分 |

| ヴィレムIIスタディオン（ティルブルフ） 観客数: 3,500 主審: クラウス・ボー・ラーセン |

| 2005年6月15日 17:30 |

| カナダ | 0 – 2    | コロンビア                      |
|        | (Report) | ファルカオ 81分 · グアリン 88分 |

| ヴィレムIIスタディオン（ティルブルフ） 観客数: 6,500 主審: エッサム・アブド・エル・ファター |

| 2005年6月15日 20:30 |

| イタリア    | 1 – 2    | シリア                                    |
| コーダ 69分 | (Report) | アル・フセイン 37分 · アル・ハムウィ 73分 |

| ヴィレムIIスタディオン（ティルブルフ） 観客数: 2,500 主審: オラシオ・エリソンド |

| 2005年6月18日 13:30 |

| イタリア                                                    | 4 – 1    | カナダ          |
| ペッレ 23分, 68分 · ガッロッパ 47分 · デ・マルティーノ 90分 | (Report) | デ・ヨンク 49分 |

| パルクスタット・リンブルフ・スタディオン（ケルクラーデ） 観客数: 2,000 主審: ホルヘ・ラリオンダ |

| 2005年6月18日 16:00 |

| コロンビア                        | 2 – 0    | シリア |
| ロダジェガ 62分 · ファルカオ 90分 | (Report) |        |

| ヴィレムIIスタディオン（ティルブルフ） 観客数: 11,000 主審: マッシモ・ブサッカ |

### グループF
| チーム       | 勝 点 | 試 合 | 勝 利 | 引 分 | 敗 戦 | 得 点 | 失 点 | 点 差 |
| ------------ | ----- | ----- | ----- | ----- | ----- | ----- | ----- | ----- |
| ブラジル     | 7     | 3     | 2     | 1     | 0     | 3     | 0     | +3    |
| ナイジェリア | 4     | 3     | 1     | 1     | 1     | 4     | 2     | +2    |
| 韓国         | 3     | 3     | 1     | 0     | 2     | 3     | 5     | -2    |
| スイス       | 3     | 3     | 1     | 0     | 2     | 2     | 5     | -3    |

| 12 June 2005 17:30 |

| ブラジル | 0 – 0    | ナイジェリア |
|          | (Report) |              |

| ウニヴェ・スタディオン（エメン） 観客数: 8,500 主審: ルイス・メディナ・カンタレホ |

| 12 June 2005 20:30 |

| 韓国        | 1 – 2    | スイス                                  |
| 辛泳録 25分 | (Report) | アンティッチ 28分 · フォンランテン 33分 |

| ウニヴェ・スタディオン（エメン） 観客数: 8,000 主審: コフィ・コジア |

| 15 June 2005 17:30 |

| スイス | 0 – 1    | ブラジル              |
|        | (Report) | グラッドストーン 14分 |

| ウニヴェ・スタディオン（エメン） 観客数: 8,200 主審: マーク・シールド |

| 15 June 2005 20:30 |

| ナイジェリア  | 1 – 2    | 韓国                        |
| アブウォ 18分 | (Report) | 朴主永 89分 · 白智勲 90+2分 |

| ウニヴェ・スタディオン（エメン） 観客数: 8,500 主審: テリエ・ハウゲ |

| 18 June 2005 16:00 |

| ブラジル                                       | 2 – 0    | 韓国 |
| レナト・リベイロ 9分 · ラファエル・ソビス 57分 | (Report) |      |

| パルクスタット・リンブルフ・スタディオン（ケルクラーデ） 観客数: 8,600 主審: クラウス・ボー・ラーセン |

| 18 June 2005 16:00 |

| ナイジェリア                                       | 3 – 0    | スイス |
| オグブケ 49分 · ミケル 59分 (pen.) · プロミス 85分 | (Report) |        |

| アルケ・スタディオン（エンスヘデ） 観客数: 8,000 主審: オスカル・ルイス |

### 各組3位チーム
| 組 | チーム   | 勝点 | 試合 | 勝利 | 引分 | 敗戦 | 得点 | 失点 | 点差 |
| -- | -------- | ---- | ---- | ---- | ---- | ---- | ---- | ---- | ---- |
| D  | ドイツ   | 4    | 3    | 1    | 1    | 1    | 2    | 1    | +1   |
| B  | トルコ   | 4    | 3    | 1    | 1    | 1    | 4    | 4    | 0    |
| E  | イタリア | 3    | 3    | 1    | 0    | 2    | 5    | 5    | 0    |
| C  | チリ     | 3    | 3    | 1    | 0    | 2    | 7    | 8    | -1   |
| F  | 韓国     | 3    | 3    | 1    | 0    | 2    | 3    | 5    | -2   |
| A  | ベナン   | 2    | 3    | 0    | 2    | 1    | 2    | 3    | -1   |

※上位4ヶ国がベスト16進出

## 決勝トーナメント

### ベスト16
| 2005年6月21日 17:30 |

| アメリカ合衆国         | 1 – 3    | イタリア                                                 |
| フリーマン 44分 (pen.) | (Report) | ガッロッパ 54分 · ペッレ 62分 · クリエスタン 75分 (o.g.) |

| アルケ・スタディオン（エンスヘデ） 観客数: 7,000 主審: テリエ・ハウゲ |

| 2005年6月21日 20:30 |

| モロッコ          | 1 – 0    | 日本 |
| ヤジュール 90+2分 | (Report) |      |

| アルケ・スタディオン（エンスヘデ） 観客数: 11,800 主審: マッシモ・ブサッカ |

| 2005年6月21日 17:30 |

| 中国                  | 2 – 3    | ドイツ                                         |
| 陳濤 4分, 20分 (pen.) | (Report) | ゲントナー 5分 · アドラー 30分 · マティプ 89分 |

| ヴィレムIIスタディオン（ティルブルフ） 観客数: 9,000 主審: オラシオ・エリソンド |

| 2005年6月21日 20:30 |

| ブラジル                 | 1 – 0    | シリア |
| ラフィーニャ 43分 (pen.) | (Report) |        |

| ヴィレムIIスタディオン（ティルブルフ） 観客数: 11,000 主審: ベニート・アルチュンディア |

| 2005年6月22日 17:30 |

| ナイジェリア  | 1 – 0    | ウクライナ |
| タイウォ 80分 | (Report) |            |

| デ・ファイフェルベルフ（ドゥーティンヘム） 観客数: 9,600 主審: 權鐘哲 |

| 2005年6月22日 20:30 |

| オランダ                                         | 3 – 0    | チリ |
| バベル 3分 · オウス＝アベイエ 73分 · ジョン 80分 | (Report) |      |

| デ・ファイフェルベルフ（ドゥーティンヘム） 観客数: 9,600 主審: ロドルフォ・シベリアン |

| 2005年6月22日 17:30 |

| コロンビア      | 1 – 2    | アルゼンチン                  |
| オタルバロ 52分 | (Report) | メッシ 58分 · バロッソ 90+3分 |

| ウニヴェ・スタディオン（エメン） 観客数: 8,400 主審: クラウス・ボー・ラーセン |

| 2005年6月22日 20:30 |

| スペイン                                | 3 – 0    | トルコ |
| フアンフラン 28分, 36分 · ロブステ 69分 | (Report) |        |

| ウニヴェ・スタディオン（エメン） 観客数: 8,400 主審: テリエ・ハウゲ |

### 準々決勝
| 2005年6月24日 17:30 |

| モロッコ                                                     | 2 – 2 (延長) | イタリア                                |
| エル・ザール 26分 · バタグリア 93分 (o.g.)                   | (Report)     | カニーニ 74分 · ペッレ 112分            |
|                                                              | PK戦         |                                         |
| ラベー ドゥルヤジャル ヤジュール エル・アムラニ エル・ザール | 4 – 2        | ガッロッパ アグネッリ ペッレ カロッティ |

| スタディオン・ハルヘンワールト（ユトレヒト） 観客数: 20,000 主審: 權鐘哲 |

| 2005年6月24日 20:30 |

| ドイツ        | 1 – 2 (延長) | ブラジル                                    |
| フーバー 68分 | (Report)     | ジエゴ・タルデッリ 82分 · ラフィーニャ 99分 |

| ヴィレムIIスタディオン（ティルブルフ） 観客数: 10,000 主審: マーク・シールド |

| 2005年6月25日 15:30 |

| ナイジェリア                                                                                                | 1 – 1 (延長) | オランダ |
| オウォエリ 1分                                                                                              | (Report)     | フラール 46分 |
| | PK戦         | |
| タイウォ サンボ アデフェミ アトゥレワ プロミス アデデジ ミケル アパム カイタ アデレエ ヴァンゼキン タイウォ | 10 – 9       | ジョン バベル フラール クライス マドゥロ ザイフェルローン ドロスト フィンケン オッテン ティーンダリ フェルメール ジョン |

| パルクスタット・リンブルフ・スタディオン（ケルクラーデ） 観客数: 19,500 主審: オラシオ・エリソンド |

| 2005年6月25日 20:30 |

| アルゼンチン                                  | 3 – 1    | スペイン      |
| サバレタ 19分 · オベルマン 71分 · メッシ 73分 | (Report) | サパテル 32分 |

| アルケ・スタディオン（エンスヘデ） 観客数: 11,200 主審: ベニート・アルチュンディア |

### 準決勝
| 2005年6月28日 17:30 |

| ブラジル    | 1 – 2    | アルゼンチン                 |
| レナト 75分 | (Report) | メッシ 7分 · サバレタ 90+3分 |

| スタディオン・ハルヘンワールト（ユトレヒト） 観客数: 16,500 主審: マッシモ・ブサッカ |

| 2005年6月28日 20:30 |

| モロッコ | 0 – 3    | ナイジェリア                                    |
|          | (Report) | タイウォ 34分 · アデフェミ 70分 · オグブケ 75分 |

| パルクスタット・リンブルフ・スタディオン（ケルクラーデ） 観客数: 17,000 主審: ホルヘ・ラリオンダ |

### 3位決定戦
| 2005年7月2日 17:00 |

| ブラジル                                      | 2 – 1    | モロッコ                 |
| ファビオ・サントス 88分 · エジカルロス 90+1分 | (Report) | エジカルロス 47分 (o.g.) |

| スタディオン・ハルヘンワールト（ユトレヒト） 観客数: 20,000 主審: ルイス・メディナ・カンタレホ |

### 決勝戦
| 2005年7月2日 20:00 |

| アルゼンチン                    | 2 – 1    | ナイジェリア  |
| メッシ 40分 (pen.), 75分 (pen.) | (Report) | オグブケ 53分 |

| スタディオン・ハルヘンワールト（ユトレヒト） 観客数: 24,500 主審: テリエ・ハウゲ |

## 最終結果
| FIFAワールドユース選手権2005優勝国 |
| ---------------------------------- |
| · アルゼンチン · 2大会ぶり5度目    |

## 表彰

### ゴールデンボール賞(MVP)
- リオネル・メッシ

### ゴールデンシューズ賞（得点王）
- リオネル・メッシ

### フェアプレー賞
- コロンビア

## 得点ランキング
| 順位 | 選手名                   | 国           | 得点数 |
| ---- | ------------------------ | ------------ | ------ |
| 1    | リオネル・メッシ         | アルゼンチン | 6      |
| 2    | フェルナンド・ジョレンテ | スペイン     | 5      |
| 2    | オレクサンドル・アリエフ | ウクライナ   | 5      |
| 4    | グラツィアーノ・ペッレ   | イタリア     | 4      |
| 4    | ダビド・シルバ           | スペイン     | 4      |

## 主な出場選手
- リオネル・メッシ
- ネリ・カルドソ
- ダビド・シルバ
- クインシー・オウス＝アベイエ
- ライアン・バベル
- 水野晃樹
- 本田圭佑
- 森本貴幸